# Тім Пейн (футболіст)
Тім Пейн (англ. Tim Payne, нар. 10 січня 1994, Окленд) — новозеландський футболіст, захисник клубу «Веллінгтон Фенікс», який виступає в системі австралійських футбольних ліг, та національної збірної Нової Зеландії. Виступав також за низку інших новозеландських і закордонних клубів. Клубний чемпіон Океанії, володар Кубка націй ОФК.

## Клубна кар'єра
У професійному футболі Тім Пейн дебютував 2009 року виступами за команду «Окленд Сіті», в якій грав до 2010 року, взявши участь в одному матчі чемпіонату. У 2010 році Пейн перейшов до клубу «Вайтакере Юнайтед», у якому грав до 2012 року. У 2012 році футболіст перейшов до англійського клубу «Блекберн Роверз», проте в англійській команді грав лише в дублюючому складі.
У 2014 році Тім Пейн повернувся на батьківщину, та став гравцем команди «Окленд Сіті». У 2015—2016 роках футболіст грав у другій команді американського клубу «Портленд Тімберз», після чого повернувся на батьківщину до клубу «Істерн Сабарбс», у складі якого грав до 2019 року.
У 2019 році Тім Пейн став гравцем клубу «Веллінгтон Фенікс», який грає в австралійській A-Лізі.

## Виступи за збірні
У 2010 році Тім Пейн дебютував у складі юнацької збірної Нової Зеландії, загалом на юнацькому рівні взяв участь у 9 іграх, відзначившись 4 забитими голами.
У 2011 році Пейн дебютував у складі молодіжної збірної Нової Зеландії. У складі посиленого варіанту молодіжної збірної футболіст брав участь у футбольному турнірі на літніх Олімпійських іграх 2012 року. у складі молодіжної збірної Пейн грав до 2013 року, та зіграв у її складі 6 матчів.
У 2012 році Тім Пейн дебютував у складі національної збірної Нової Зеландії. У складі збірної футболіст був учасником кубка націй ОФК 2012 року на Соломонових Островах, на якому команда здобула бронзові нагороди, кубка націй ОФК 2024 року у Фіджі і Вануату, на якому новозеландстка збірна стала чемпіоном. Станом на травень 2025 року зіграв у складі національної збірної 44 матчі, в яких відзначився 3 забитими голами.

## Титули і досягнення
- Клубний чемпіон Океанії (1):

«Окленд Сіті»: 2014—2015
- Володар Кубка націй ОФК (1):

Нова Зеландія 2024